# Wodzisław Śląski
Wodzisław Śląski (in slesiano Władźisłůw, in ceco Vladislav, in tedesco Loslau, in latino Vladislavia) è una città polacca del distretto di Wodzisław Śląski nel voivodato della Slesia.
Ricopre una superficie di 49,62 km² e nel 2007 contava 50 493 abitanti.
È situata nel voivodato della Slesia dal 1999, mentre dal 1975 al 1998, con la vecchia suddivisione dei voivodati, è appartenuta al voivodato di Katowice.

## Quartieri
Wodzisław è suddivisa in 9 quartieri.
Questa la lista completa dei quartieri di Wodzisław:
- Stare Miasto (Wodzislaw)
- Nowe Miasta
- Osiedla XXX-Lecia, Piastów, Dąbrówki
- Radlin II
- Wilchwy
- Jedłownik
- Kokoszyce
- Zawada
- Jedłownik Osiedle

## Infrastrutture e trasporti

### Strade
- Autostrade A1
- Strada nazionale 78,
- DW933, Strada regionale
- DW932, Strada regionale
- DW936, Strada regionale

### Aeroporti
- Aeroporto di Katowice-Pyrzowice

## Sport
- Odra Wodzisław Śląski - squadra di calcio (1º in classifica nella stagione 2003/2004)

## Amministrazione

### Gemellaggi
- Gladbeck
- Alanya
- Fondi
- Karviná
- Sallaumines